# Frans van der Meer

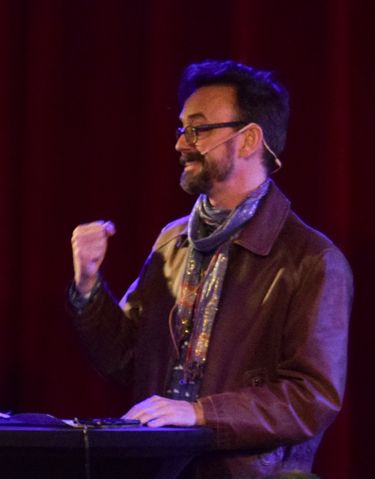
Frans van der Meer

Frans van der Meer (Berkel-Enschot, 1965) is een Nederlands poppenspeler, muzikant, zanger, beeldend kunstenaar, tekstdichter, presentator en componist. Landelijk succes had hij met de liedjes "Doe mennene Mexicano" en "(Dès 'n) Schôôn Waoge", beide gezongen in Tilburgs dialect. Daarnaast was hij met zijn poppen te zien in de Eefje Wentelteefje TV Show van VPRO's Villa Achterwerk.

## Jeugd en opleiding
Van der Meer groeide op in Berkel-Enschot en was als kind al volop bezig met stemmetjes imiteren en poppenkastspelen. Hij volgde opleidingen bij SintLucas in Boxtel, de Sociale Academie 's-Hertogenbosch, de Academie voor Beeldende Kunsten Sint-Joost in Breda en het Conservatorium van Tilburg (gitaar en zang).  Geen van deze opleidingen rondde hij af.

## Poppenspeler

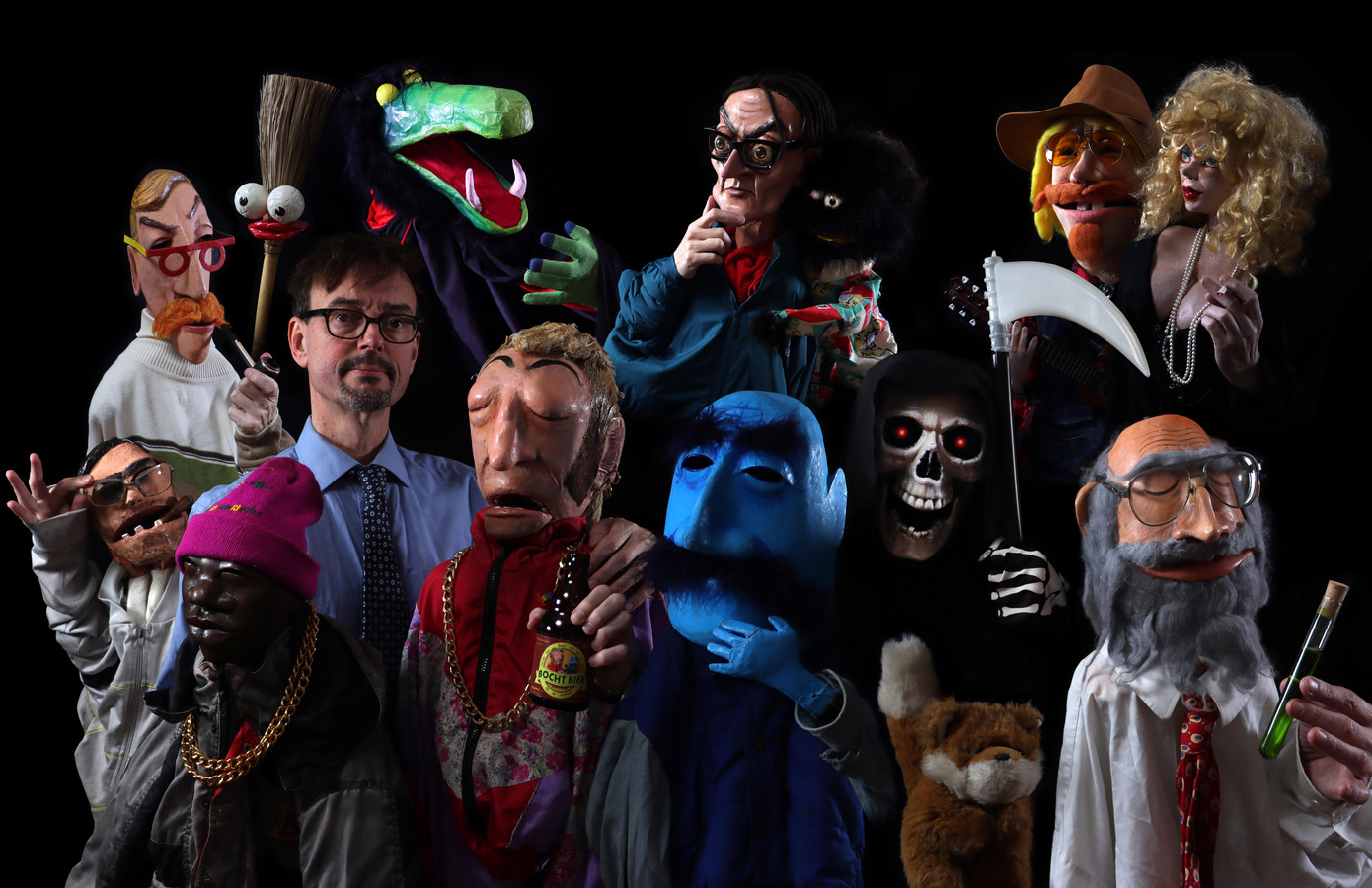
Frans van der Meer en zijn poppen. Ferry van de Zaande en Fred van Boesschoten staan rechts naast de poppenspeler. © Frans van der Meer

Van der Meer had een radioprogramma bij een piratenzender waarin hij veel gekke stemmetjes gebruikte, waaronder een Tilburger die met een harde stem in het lokale dialect sprak. Dit typetje zou uitgroeien tot het personage Berry van den Bebber. Met dit typetje haalde Van der Meer in 1998 de tipparade met het lied "Doe mennene Mexicano", waarin met luide stem en in plat Tilburgs een flinke waslijst aan frituursnacks wordt besteld. Omdat de naam Berry van den Bebber door iemand anders werd gedeponeerd, veranderde Van der Meer de naam van het typetje uiteindelijk in Ferry van de Zaande.
In 2000 had Van der Meer wederom succes, deze keer met het nummer "(Dès 'n) Schôôn Waoge", dat nummer 22 bereikte in de Top 40. In het lied speelt Van der Meer het typetje Fred van Boesschoten, die in plat Tilburgs en met veel bluf een tweedehands auto probeert te verkopen.
Samen met striptekenaar Jeroen de Leijer toerde Van der Meer door het land met de Eefje Wentelteefje Roadshow, een poppenkast-act rondom De Leijers stripboekpersonage Eefje Wentelteefje. Van 2006 tot 2014 maakten ze samen voor VPRO’s Villa Achterwerk de Eefje Wentelteefje TV Show, waarin naast Eefje en vele andere creaties ook de poppen Ferry van de Zaande, Fred van Boesschoten en Janus op ‘t Hoog te zien zijn.
Daarnaast publiceert Van der Meer filmpjes van zijn poppen op YouTube en verschijnen zijn poppen bij Kermis TV van Omroep Tilburg, een tv-programma rondom de Tilburgse kermis.
In 2018 kreeg Frans van der Meer de Ad Vinkenprijs, een prijs die sinds 1989 eens in de twee jaar uitgereikt wordt aan een persoon die een bijzondere bijdrage levert aan de kleinkunst in Tilburg. Het juryrapport noemt hem "een onnavolgbaar multi-talent in de Tilburgse cultuur. Een creatieve kameleon die opduikt in diverse kunstvormen. Ben je net bekomen van het ene hilarische karakter, dan is het volgende al geboren en geplaatst op het world wide web. En denk je dat je alles wel gezien hebt, dan duiken er toch weer nieuwe en oude filmpjes en personages op. We hebben als jury dan ook steeds maar niet het gevoel kunnen krijgen dat we alles van hem kennen."
Op 10 februari 2023 werd in Theater de Boemel het 25-jarig jubileum gevierd van zijn pop Ferry van de Zaande. Dat was tegelijk de première van "Ferry en Fred de film" waarin naast Ferry ook collega-pop Fred van Boesschoten een belangrijke rol speelt.

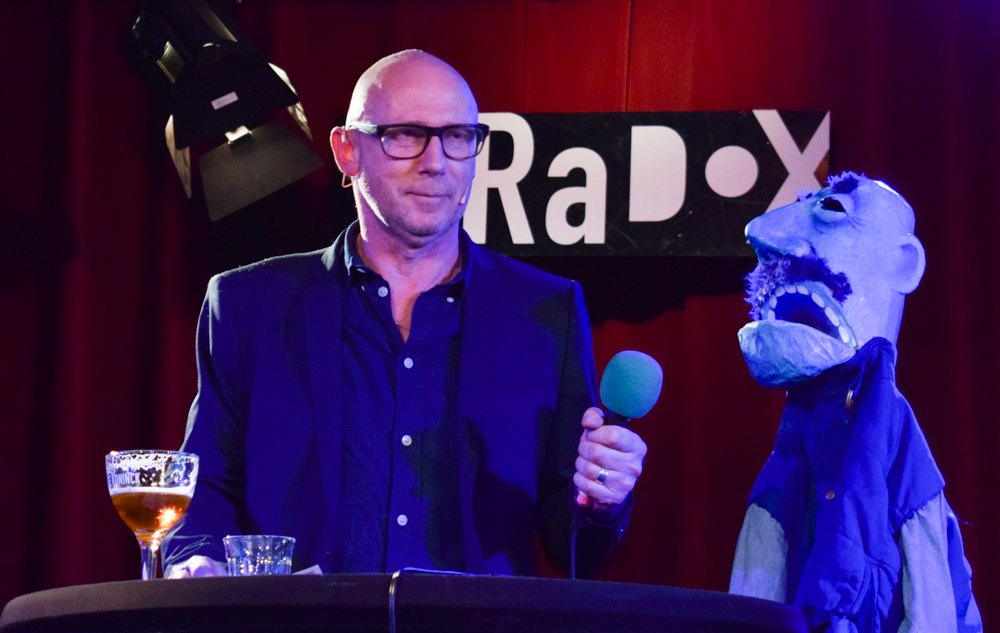
Jeroen de Leijer (links) en Frans van der Meer als Fred van Boesschoten in het Milieucafé

Samen met Jeroen de Leijer is Frans van der Meer sinds 2010 de vaste hilarische afsluiter van het Milieucafé, een talkshow over leefbaarheid en duurzaamheid in Tilburg.
Naast dit alles blijft Frans van der Meer zich manifesteren als zanger,/gitarist, vaak met mondharmonicaspeler Leon van Egmond, dichter en fotograaf. Ook een groot aantal videoclips staat op zijn naam.